# William Henson (zapaśnik)
William James Palmer Henson (ur. 27 maja 1887, zm. 4 kwietnia 1964) – brytyjski zapaśnik walczący w stylu wolnym. Olimpijczyk z Londynu 1908, gdzie zajął dziewiąte miejsce w wadze lekkiej.

## Letnie Igrzyska Olimpijskie 1908
| Konkurencja        | Rundy eliminacyjne          | Klas. końcowa |
| Konkurencja        | 1/8                         | Miejsce       |
| ------------------ | --------------------------- | ------------- |
| 66,6 kg styl wolny | George de Relwyskow (GBR) P | 9.            |